# غلبرت كيث تشيسترتون
غلبرت كيث تشيسترتون (بالإنجليزية: Gilbert Keith Chesterton) وهو كاتب وفيلسوف وشاعر وصحفي ومسرحي وخطيب وناقد وكاتب سير ولاهوتي دفاعي إنجليزي ولد في يوم 29 مايو 1874 في لندن في إنجلترا في المملكة المتحدة، لُقب بأمير المفارقة من قبل مجلة مجلة التايم، تشيسترتون هو مبتكر شخصية الأب براون، في كتاباته عن اللاهوت، ألف كتب الأرذثوكسية وكتاب الرجل الأبدي، اشتهر تشيسترتون بوضعه الفلسفة التوزيعية وانتقد الماركسية والليبرالية والتقدمية، تشيسترتون ولد على المذهب الأنجليكاني إلا أنه تحول للكاثوليكية، وصفه جورج برنارد شو بأنه صديقه اللدود في مقال في التايم، وقال أنه كان رجل عبقري هائل، تمتع تشيسترتون بعلاقات جيدة أيضاً مع هيلاير بيلوك وماثيو أرنولد وتوماس كارليل وجون هينري نيومان وجون راسكن، توفي في يوم 14 يونيو 1936.

## سلسلة الأب براون
سلسلة منَ القصص البوليسية القصيرة بطَلُها واحدةٌ من الشخصياتِ الخالدةِ في أدبِ القرنِ العشرين؛ وهي شخصيةُ «الأب براون» Father Brown؛ الكاهنِ الرومانيِّ الكاثوليكيِّ القصيرِ مستديرِ الوجه، والمحقِّقِ الهاوي، الذي يعتمدُ في حلِّ الألغازِ وكشْفِ غموضِ الجرائمِ والقضايا على حَدْسِه وفَهْمِه العميقِ للطبيعةِ البشريَّة، وقُدْرتِه على رؤيةِ الشرِّ في النفوس، وملاحظةِ التفاصيلِ الدقيقة. كما أنه يُمارِسُ دوْرَه بصفتِه قَسًّا بمساعدةِ المجرِمِينَ على الاعترافِ والتَّوْبة. وقد ظهَرَ «الأب براون» في 50 قصةً قصيرةً نُشِرتْ في الفترةِ بينَ 1910 و1936.

### نقاء الأب براون (1911)
تتكون هذه السلسلة (The Innocence of Father Brown) من 12 قصة قصيرة:
1. الصليب الأزرق The Blue Cross
2. الحديقة السرية The Secret Garden
3. أقدام غريبة The Queer Feet
4. النجوم الطائرة The Flying Stars
5. الرجل الخفي The Invisible Man
6. شرف إزرائيل جاو The Honour of Israel Gow
7. الشكل الخطأ The Wrong Shape
8. خطايا الأمير سارادين The Sins of Prince Saradine
9. مطرقة الإله The Hammer of God
10. عين أبولو The Eye of Apollo
11. علامة السيف المكسور The Sign of the Broken Sword
12. أدوات الموت الثلاث The Three Tools of Death

### حكمة الأب براون (1914)
تتكون هذه السلسلة (The Wisdom of Father Brown) من 12 قصة قصيرة:
1. غياب السيد جلاس The Absence of Mr Glass
2. جنة اللصوص The Paradise of Thieves
3. مبارزة الدكتور هيرش The Duel of Dr. Hirsch
4. رجل الممر The Man in the Passage
5. خطأ الآلة The Mistake of the Machine
6. رأس قيصر The Head of Caesar
7. الباروكة الأرجوانية The Purple Wig"
8. هلاك آل بندراجون The Perishing of the Pendragons
9. إله الصنوج The God of the Gongs
10. سَلَطَة الكولونيل كراي The Salad of Colonel Cray
11. جريمة جون بولنوي الغريبة The Strange Crime of John Boulnois
12. قصة الأب براون الخيالية The Fairy Tale of Father Brown

### شكُّ الأب براون (1926)
تتكون هذه السلسلة (The Incredulity of Father Brown) من 8 قصص قصيرة:
1. قيامة الأب براون The Resurrection of Father Brown
2. سهم السماء The Arrow of Heaven
3. وحي الكلب The Oracle of the Dog
4. معجزة مون كريسينت The Miracle of Moon Crescent
5. لعنة الصليب الذهبي The Curse of the Golden Cross
6. الخنجر المجنح The Dagger with Wings
7. مصير آل دارناواي The Doom of the Darnaways
8. شبح جديون وايز The Ghost of Gideon Wise

### سر الأب براون (1927)
تتكون هذه السلسلة (The Secret of Father Brown) من 10 قصص قصيرة:
1. سر الأب براون The Secret of Father Brown
2. مرآة القاضي The Mirror of the Magistrate
3. ذو اللحيتَين The Man with Two Beards
4. أغنية الأسماك الطائرة The Song of the Flying Fish
5. الممثلون وحجة الغياب The Actor and the Alibi
6. اختفاء فودري The Vanishing of Vaudrey
7. أبشع جريمة في الدنيا The Worst Crime in the World
8. قمر ميرو الأحمر The Red Moon of Meru
9. مكلوم مارن The Chief Mourner of Marne
10. سر فلامبو The Secret of Flambeau

### فضيحة الأب براون (1935)
تتكون هذه السلسلة (The Scandal of Father Brown) من 9 قصص قصيرة:
1. فضيحة الأب براون The Scandal of Father Brown
2. السريع The Quick One
3. عَصْفَة الكتاب The Blast of the Book
4. الرجل الأخضر The Green Man
5. مطاردة السيد أزرق The Pursuit of Mr Blue
6. جريمة الشيوعي The Crime of the Communist
7. سن الدبوس The Point of a Pin
8. مشكلة لا حل لها The Insoluble Problem
9. غاوية القرية The Vampire of the Village

## وصلات خارجية
- غلبرت كيث تشيسترتون على موقع IMDb (الإنجليزية)
- غلبرت كيث تشيسترتون على موقع الموسوعة البريطانية (الإنجليزية)
- غلبرت كيث تشيسترتون على موقع ميوزك برينز (الإنجليزية)
- غلبرت كيث تشيسترتون على موقع ميوزك برينز (الإنجليزية)
- غلبرت كيث تشيسترتون على موقع أول موفي (الإنجليزية)
- غلبرت كيث تشيسترتون على موقع قاعدة بيانات برودواي على الإنترنت (الإنجليزية)
- غلبرت كيث تشيسترتون على موقع قاعدة بيانات برودواي على الإنترنت (الإنجليزية)
- غلبرت كيث تشيسترتون على موقع قاعدة بيانات الأفلام السويدية (السويدية)
- غلبرت كيث تشيسترتون على موقع إن إن دي بي (الإنجليزية)
- غلبرت كيث تشيسترتون على موقع ديسكوغز (الإنجليزية)
- غلبرت كيث تشيسترتون  على قاعدة بيانات الخيال التأملي على الإنترنت
- تشيسترتون